# Uniwersytet Strathmore
Uniwersytet Strathmore (ang. Strathmore University) – niepaństwowa szkoła wyższa w Nairobi w Kenii. 

## Historia
Uczelnia powstała jako dzieło korporacyjne Opus Dei jako męskie Strathmore College 1961, z inspiracji św. Josemarii Escrivy. Jest uczelnią z angielskim językiem wykładowym i kierowaną przez zarząd (Strathmore Educational Trustees). Mimo katolickiego charakteru, jest otwarty dla ludzi różnych przekonań. W 1986 rząd Kenii przyznał na potrzeby uczelni obszerny teren przy Ole Sangale Road w dzielnicy Madaraka, gdzie powstał nowy kampus, sponsorowany przez Unię Europejską i rząd Włoch. Miało to być koedukacyjne kolegium ze studiami zarządzania i rachunkowości. Do projektu przyłączyło się żeńskie Kianda College. Budowę rozpoczęto 1989. W styczniu 1991 rozpoczęło działalność Centrum Techniki Informatycznej na terenie kampusu Lavington, a w 1992 Centrum Kształcenia Korespondencyjnego Rachunkowości. W 1993 Strathmore College połączyło się z Kianda College i przeniosło na Ole Sangale Road. Od sierpnia 2002 jest uniwersytetem, z Wydziałem Handlu i Wydziałem Techniki Informatycznej. W 2005 powstała przy uniwersytecie szkoła biznesowa Strathmore Business School (SBS) z szeregiem kontaktów międzynarodowych, m.in. z IESE Business School i Harvard Business School.
Strathmore Alumni Liaison Office (SALO), wspierane przez Strathmore University Foundation w Princeton (Stany Zjednoczone) ma za zadanie wspieranie absolwentów uczelni i podtrzymywanie ich dalszych kontaktów z uniwersytetem. 
Od 2007 wielkim kanclerzem uniwersytetu był z urzędu prałat Opus Dei, bp Javier Echevarría, prorektorem (wicekanclerzem) prof. John Odhiambo. Uczelnia zatrudnia 208 wykładowców, 422 innych pracowników, liczy 5088 studentów.

## Struktura
- Wydział Handlu (Faculty of Commerce)
- Wydział Techniki Informatycznej (Faculty of Information Technology)
- Instytut Nauk Humanistycznych, Edukacji i Rozwoju (Institute of Humanities, Education and Development Studies)
- Instytut Kształcenia Ustawicznego (Institute of Continuing Education)
- Szkoła Rachunkowości (School of Accountancy)
- Szkoła Administracji i Zarządzania (School of Administration and Management)
- Szkoła Biznesu (Strathmore Business School)
- Szkoła Studiów Podyplomowych (School of Graduate Studies)
- Centrum Kształcenia Korespondencyjnego (Distance Learning Centre)
- Centrum Badań i Doradztwa (Strathmore Research and Consultancy Centre)

## Uczelnie partnerskie
- Uniwersytet Nawarry
- School of Banking and Finance, Rwanda
- IESE Business School
- Wharton School
- James Madison Programme on Ideals and Institutions, Uniwersytet w Princeton
- Association of Micro Finance Institutions, Swiss Contact
- Światowa Rada Związków Kredytowych (World Council of Credit Unions, WOCCU)